# De crypte (stripalbum)
De crypte is het negende stripalbum uit de reeks Lefranc, bedacht en geschreven door Jacques Martin en getekend door Gilles Chaillet. 
Het verhaal is niet voorgepubliceerd in het stripblad Kuifje zoals de voorgaande acht verhalen.
De eerste publicatie en eerste album is van 1982, een uitgave van uitgeverij Casterman als softcover met nummer 9 in de serie Lefranc. 
Deze uitgave kent verschillende herdrukken, in ieder geval in 1987, 1990, 2001 en 2016.

## Het verhaal
Journalist Guy Lefranc komt met een jacht aan in de haven van San Larco, een voormalig hertogdom en thans republiek, op uitnodiging van Julia Manfredi. Zij vertelt hem over een groot winstgevend project om de haven uit te breiden en tal van gebouwen neer te zetten die het toerisme zullen bevorderen. Haar vader was ingenieur bij het project. Op een gegeven moment vonden hij en zijn mannen een gotische crypte vol met prachtige fresco's. Omdat deze vondst funest zou zijn voor het bouwproject besloten de hoge bazen de crypte geheim te houden en lieten deze volstorten. Ze wisten niet dat  haar vader nog foto's had kunnen maken en deze thuis had gebracht, voordat hij omkwam bij een verkeersongeluk. Hierna volgden meerdere van dit soort 'ongelukken' met mensen die erbij betrokken waren. Julia geeft de filmpjes van haar vader aan Lefranc, die ze in het geheim aan een bekende heeft om ze te laten ontwikkelen en naar de pers te sturen.
Lefranc vermoedt dat de crypte wellicht behoorde tot een monnikenklooster op een nabij gelegen hoogte en gaat daar op onderzoek uit. Een monnik wijst hem een trap in een oude tombe, die hij later met Julia gaat verkennen en die inderdaad naar de crypte leidt. Ze worden echter in de gaten gehouden en er worden giftige dampen in de crypte gespoten, waaraan zij uiteindelijk weten te ontkomen.
Achter het grote project blijkt de magnaat Arnold Fischer te zitten, die de overheid en de politie in zijn grip heeft. Fischer probeert Axel Borg in te huren om Lefranc te doden. Borg weigert en besluit Lefranc te helpen. 
Inmiddels zendt de pers beelden uit van de crypte. De politie probeert Julia, Lefranc en hun vrienden te pakken te krijgen. Vele journalisten komen naar San Larco en nemen hun intrek in het hotel, waar ook Lefranc en Julia logeren. Op een gegeven moment worden zij tweeën weggelokt van het zwembad waar ze met de journalisten liggen te relaxen. Even later wordt vanuit een vliegtuig het zwembad gebombardeerd. Borg verraadt vervolgens Fischer door de ambassades in te lichten. 
Fischer organiseert vervolgens een revolutie in het land waarbij hij een kolonel aan de macht brengt, terwijl hij de president en zijn andere kompanen uit een vliegtuig laat gooien. De kolonel wordt door Lefranc en Borg geconfronteerd met foto's waarop te zien is hoe de president en anderen uit een vliegtuig worden gegooid. In de daaropvolgende drukte wordt de kolonel doodgeschoten door zijn eigen mannen. Fischer vlucht en de burgerbevolking organiseert een eigen regering met nieuwe plannen voor de crypte.